# التحفيز الكهربي للدماغ
التحفيز الكهربي للدماغ ويشار إليه أيضًا باسم تحفيز الدماغ البؤري وهو نوع من أنواع العلاج بالكهرباء و يستخدم في البحث العلمي وطب الأعصاب السريري لتحفيز عصب أو الشبكة العصبية الدماغ عن طريق استثارة مباشرة أو غير مباشرة للغشاء الخلوي باستخدام تيار كهربائي، تستخدم هذه التقنية في البحث العلمي أو العلاج.

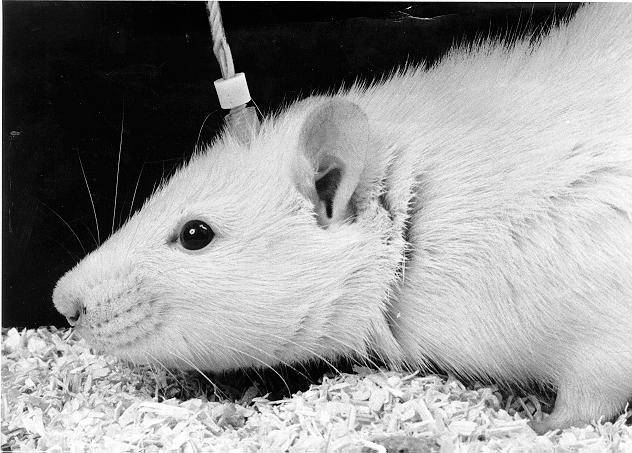
عمل تحفيز للدماغ عن طريق زرع قطب كهربي تحت قشرة دماغ فأر مصاب بمرض مزمن

## التاريخ
تم استخدام التحفيز الكهربي للدماغ أول مرة في النصف الأول من القرن التاسع عشر بواسطة عدد من الباحثين البارزين مثل لويجي رونالدو (1773-1831) و جان بيير فلورنس (1794–1867)، لدراسة التناظر في وظيفة نصفي الدماغ، وذلك عقب اكتشاف الفيزيائي الإيطالي لويجي جلفاي (1737 – 1798) أن الأعصاب والعضلات قابلة للاستثارة كهربائيًا.
قام كل من الباحث إدوارد هيتزيغ (1838-1907)، غوستاف فريتسش (1838-1927)، ديفيد فيرير (1842-1928) و فريدريش غولتز (1834-1902) بفحص القشرة الحركية في الحيوانات وذلك بإثارة سطح القشرة المخية عن طريق تحفيز الدماغ،
و قام كل من أخصائي طب وجراحة الأعصاب روبرتس بارثولو (1831-1904) و فيدور كراوس (1857- 1937) بعمل تحفيز كهربي للقشرة المخية البشرية .
وفي القرن الذي يليه تطورت التقنية عقب اكتشاف جراحة التوضيع التجسيمي للدماغ بواسطة جراح الأعصاب البريطاني البارز فيكتور هورسلي (1857 – 1916)، وأيضا عقب تطور الزرع الكهربائي عن طريق عالم الفيسولوجيا العصبية السويسري فالتر رودلف هس (1881-1973) و خوسيه رودريغيز (1915-2011) و علماء أخرين، وذلك باستخدام أقطاب كهربية مصنوعة من سلك مستقيم معزول تم إدراجه بعمق في دماغ حيوانات حرة التصرف مثل القطط والقرود، استخدم هذه الطريقة دكتور جيمس أولدز (1922-1976) وزملاء أخرون لاكتشاف منح التحفيز الدماغي ومركز المتعة. كما استخدم جراح الأعصاب الأمريكي الكندي ويلدر جرافيز بنفيلد (1891-1976) والزملاء في مستشفى ومعهد مونتريال للأعصاب تحفيز كهربي على نطاق واسع لقشرة الدماغ في مرضى أعصاب مستيقظين لفحص أنيسان القشرة الحركي والحسي ( تمثيل الجسد في قشرة الدماغ وفقا لتوزيع الأقطار الحسية والحركية).
ظل التحفيز الكهربي للدماغ (EBS) مترابط لا ينفصل أثناء عمل دكتور روبرت قالبرايث جوستين و دكتور خوسيه رودريغيز، و دكتور ويلدر جرافيز بنفيلد. ومن المثير أنه خلال دراسات التوضع الدماغي لم يستطع جراح الأعصاب Penfield أن يستنبط ردود الفعل العاطفية في البشر سواء عن طريق الصرع التلقائي أو التحفيز الكهربي لسطح القشرة الدماغية؛ وسجل عالم الفيسيولوجيا العصبية دكتور خوسيه رودريغيز بعض الاستثناءات لهذه القاعدة على النقيض، أظهر EBS عند الزرع العميق للأقطاب في مناطق محددة من الدماغ (التحفيز العميق للدماغ DBS) كل ٍمن رد فعل الكره والمتعة وذلك عند إجراء تجارب على الإنسان والحيوان كما ورد سابقا.
لقد أحدث EBS رد فعل حركي وطقسي للاستشاطة الكاذبة عند تحفيز المنطقة الأمامية من الهايبوثلاموس (تحت المهاد) في القطط، كما أظهر أيضا مقومات سلوكية وعاطفية لاستشاطة حقيقية في حيوانات التجارب عند عمل تحفيز في الهايبوثلاموس الجانبي وعند عمل تحفيز لمناطق متنوعة وعميقة في الدماغ البشرية. وأسفر إجراء EPS على مرضى الصرع ظهور نوبة متوهجة على سطح الدماغ بالإضافة إلى عدوانية مرضية واستشاطة عند تحفيز اللوزة المخية.

## العملية
أظهر الفحص المجهري ذو الاستثارة ثنائية الفوتون أن التحفيز المجهري أدى لتنشيط عددًا قليلًا من الخلايا العصبية حول القطب الكهربي، حتى عند استخدام تيارات كهربية صغيرة (منخفضة تصل إلى 10 ميكرو أمبير) وبمساحة بُعد تقدر بأربعة مليمتر، يحدث هذا دون تخصيص الخلايا العصبية الأكثر قربا من طرف القطب الكهربي وذلك عند تنشيط الخلايا العصبية التي تم تحديدها سواء كانت تحتوي أو لا تحتوي على محور عصبي أو زائدة شجرية و التي تمر ضمن دائرة نصف قطرها 15 ميكرومتر بجانب طرف القطب الكهربي. وعند زيادة التيار الكهربي يزيد حجم المنطقة المحيطة بطرف القطب المسبب في تنشيط المحور العصبي والشجيرة العصبية، وبهذا يزيد عدد الخلايا العصبية المفعلة. على الأرجح يكون التنشيط بسبب إزالة الاستقطاب المباشر أكثر من التنشيط المشبكي.

## التأثيرات
ذكر بحث عن EBS عدد مختلف من الآثار الحادة التي يسببها التحفيز الكهربي وفقًا للمناطق المستهدفة في الدماغ، وفيما يلي قائمة ببعض الآثار التي تم تدوينها:
- الحسية : وخز، ترنح حركة، اختناق، حرقة، صدمة، حرارة، خدران، إحساس بالهبوط، إبصار تذبذبي، ضعف الإحساس، شعور وهمي بالعوم في الهواء، أصوات، توماض العين، الهلوسة و الإصابة بالرؤية المصغرة والمزدوجة، إلخ.
- الحركية: حركات العين، احتجاز الكلام، السلوك التلقائي، الضحك، لجلجة، الحاح في التحرك والبكاء دون الشعور بالحزن، إلخ
- أوتونومي : احمرار، توسع حدقة العين، تغير في ضغط الدم والتنفس، انقطاع التنفس، غثيان، تعرق وتسرع القلب، إلخ
- العاطفة: القلق، الطمث، الشعور بالابتذال، الخوف، السعادة، الغضب، الحزن، الاكتئاب الحاد العابر وهوس خفيف، الخ
- المعرفة : تعذر الحساب، خطل التسمية، حُبْسَةُ التَّسْمِيَة، استدعاء الذكريات، "الدخول في غيبوبة"، الخروج من هذا العالم، حُبْسَةٌ تَوصيلِيَّة، الإهمال النصفي، عُسر القراءة، وهم سبق الرؤية (ديجافو)، العيش في تجارب سابقة، العجز عن الكتابة وتعذّر الأداء، إلخ

يؤدي إجراء EBS للمناطق الحساسة من الوجه في التَّلْفيفُ المِغْزَلِيّ إلى شعور المرضى بأن هناك مسخ وتشويه في وجه الأشخاص المحيطين بهم، مثل أن يرى أنفك مترهلة وتحولت جهة الشمال. يحدث هذا التغير فقط في الوجه وباقي الأشياء تبقى كما هي.

## التطبيقات العلاجية
أمثلة على EBS العلاجي
التحفيز الكهربي للجمجمة (CES)
التحفيز العميق للدماغ (CES)
التحفيز المباشر عبر الجمجمة (tDCS)
المعالجة بالتخليج الكهربائي (ECT)

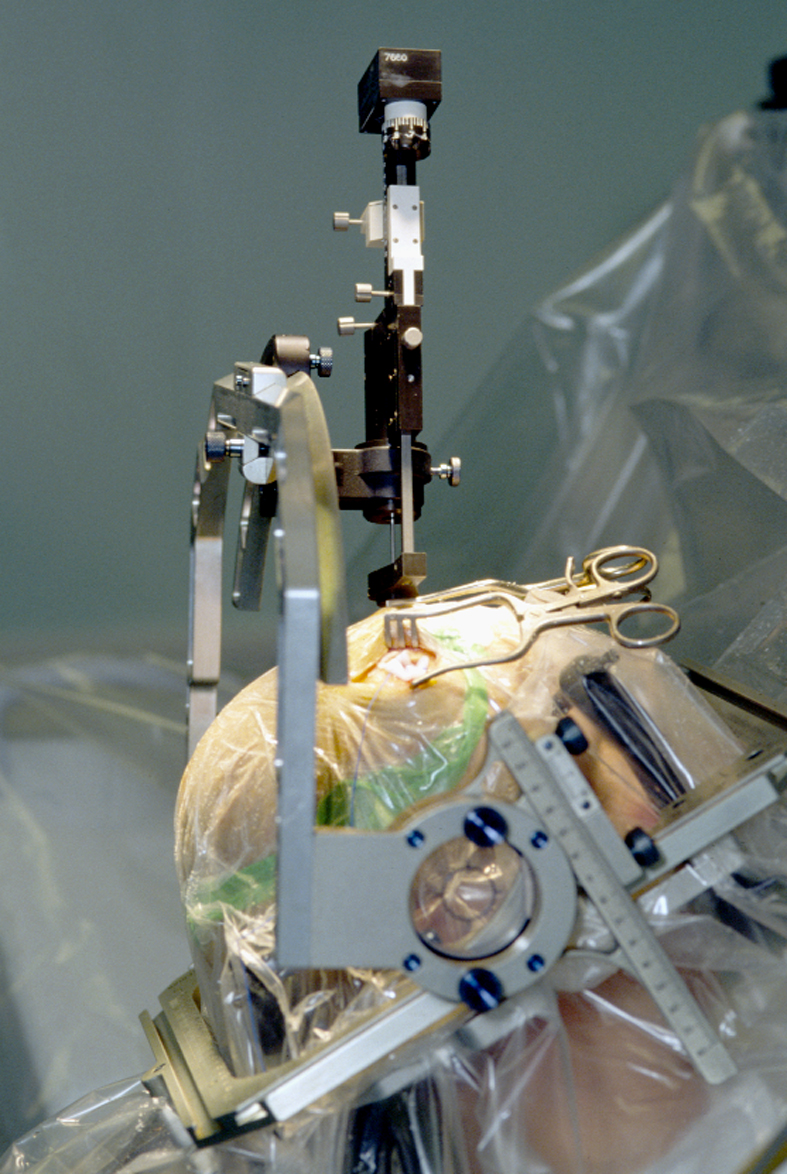
استخدام جهاز التوضيع التجسيمي لإدخال القطب الكهربي في العقد القاعدية للدماغ أثناء عملية جراحية لعلاج مرض باركنسون

التحفيز الكهربي ذو مجال مغناطيسي منخفض (LFMS)
التحفيز الكهربي الفعال (FES)
علاج النوبة المغناطيسي (MST)
تحفيز العصب المبهم (VNS)
التحفيز الكهربائي العميق عبر الجمجمة
ربما تؤدي التيارات الكهربائية القوية إلى حدوث ضرر موضعي في الأنسجة العصبية، بدلا من التحفيز العكسي الفعال. تم استخدام هذه الخاصية كعلاج في عمليات جراحة الأعصاب مثل علاج مرض باركنسون، الصرع البؤري و الجراحة النفسية. وفي بعض الأحيان يُستخدم نفس القطب الكهربائي في الدماغ لإيجاد المهام المعتلة، قبل تمرير تيار الآفة (التخثير الكهربي).